# Digital Music Express

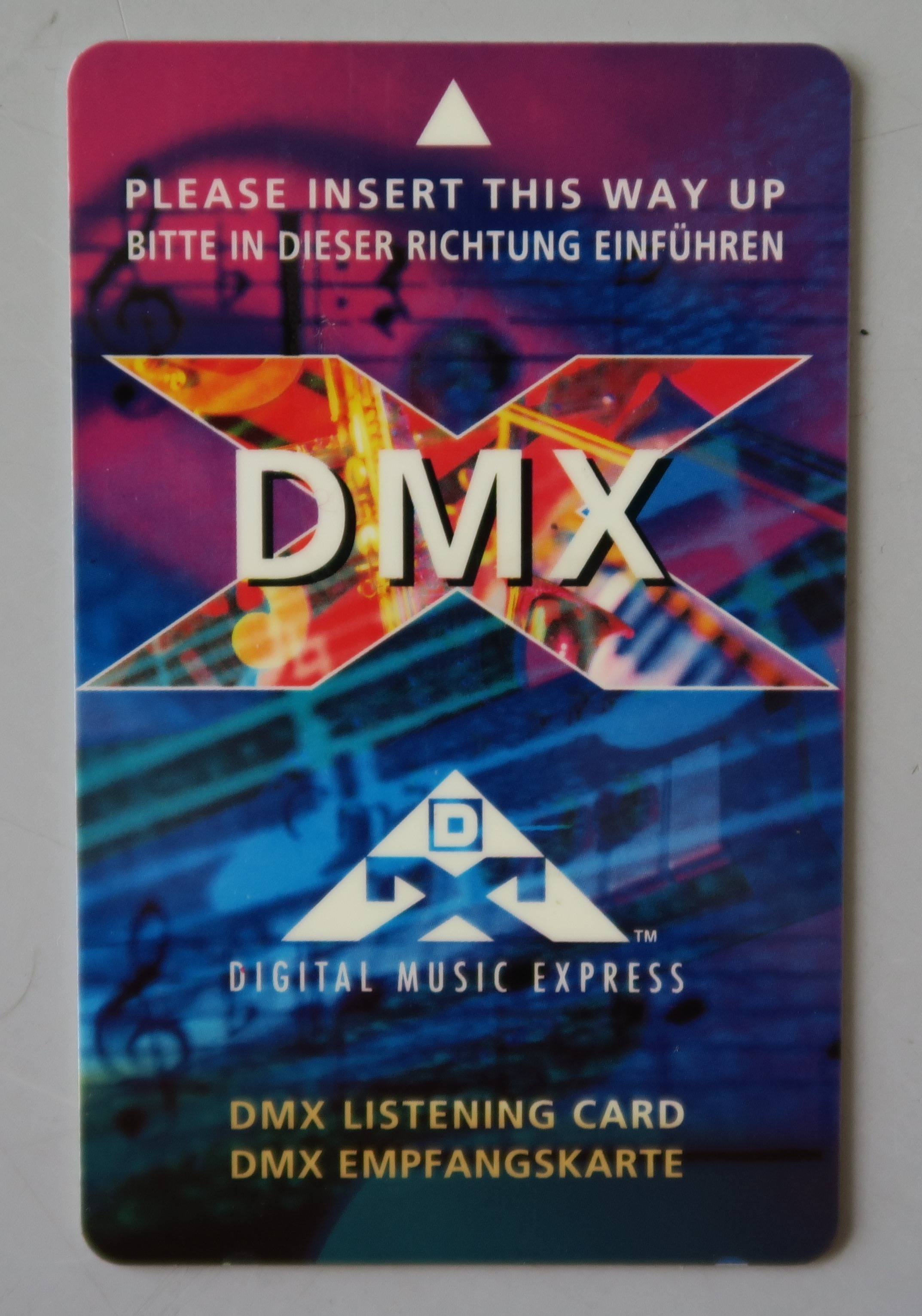
DMX Smartcard

Digital Music Express, kurz DMX, ist ein 1971 gegründetes Dienstleistungsunternehmen mit Hauptsitz in Austin, Texas, USA, das eine Vielzahl maßgeschneiderter digitaler Musik- und Videodienstleistungen für kommerzielle Kunden anbietet. Das Unternehmen blickt auf eine jahrzehntelange Forschungstätigkeit über die Auswirkung von Musik auf das Kundenverhalten zurück und erweiterte seine Angebotspalette in neuerer Zeit auch um Aromen und Geruchsstoffe. 
Im Jahre 2001 fusionierte DMX als Tochterunternehmen von Liberty Digital Inc. in Los Angeles mit AEI Music (Seattle), wobei Liberty 56 Prozent und AEI 44 Prozent der Anteile hält. Das neue Unternehmen firmiert unter dem Namen DMX/AEI Music. Im Jahr 2000 etablierte DMX eine weltweit verfügbare, ständig aktualisierte Musikdatenbank namens ProFusion, 2005 wurden auch Videoclips integriert. Lange Zeit bot DMX zahlreiche Spartenmusikkanäle für Kabel- und Satellitenkunden an, zuletzt erfolgte die Zuführung auch über das Internet. 
Musikprogramme für die kommerzielle Nutzung werden unter Umständen auch auf Festplattenbasis direkt vor Ort angelegt und laufend aktualisiert. Insgesamt werden an die 400 Musikrichtungen angeboten, die sich beliebig kombinieren lassen. DMX wendet sich heute nahezu ausschließlich an gewerbliche Nutzer, zum Beispiel an Großunternehmen, Gaststätten-, Disco- oder Ladenbetreiber. Auf Wunsch generiert DMX auch Wortbeiträge, Werbespots und Jingles. DMX operiert auf allen Kontinenten.
2006 fusionierte der europäische Zweig DMX MUSIC International mit Mood Media zur Mood Media Group.
Eine beabsichtigte Fusion der US-amerikanischen DMX mit dem ebenfalls US-amerikanischen Wettbewerber Muzak Holdings LLC wurde durch das im Februar 2009 von Musak beantragte Insolvenzverfahren vorerst zurückgestellt.

## Geschichte
DMX war früher vor allem als Anbieter spezialisierter Nonstop-Musikkanäle für gewerbliche und private Kunden tätig. In Europa verbreitete das Unternehmen seine Produkte hauptsächlich unter dem Namen X-tra Music (umfasste zuletzt 47 Kanäle, in den 90er Jahren war DMX bereits auf der ADR-Plattform vertreten). Die Kanäle wurden in den USA zusammengestellt, dabei konnten die Redakteure auf das größte Musikarchiv der Welt zugreifen. Auf den verschiedenen Kanälen rotierten ca. 2 Millionen Musiktitel, auch deutschsprachige Musikprogramme (Schlager, Volksmusik etc.) waren verfügbar.
Die Musikkanäle wurden über ein weltweites Netz von Satelliten übertragen, in Europa unter dem Namen Xtra Music über den Satelliten Astra 1 F. Gewerblichen Kunden wurden individuell zusammengestellte Kanäle direkt online zugespielt, Privatkunden nutzten die DMX-Bouquets entweder per Satellitendirektempfang oder Kabel, in beiden Fällen war ein handelsüblicher Decoder mit Kartenschacht erforderlich (die Freischaltung der Kanäle erfolgt mittels Smartcard). Bei allen Musikstücken wurden sämtliche Titelinformationen mitgeliefert und konnten per Display oder Bildschirm angezeigt werden.

## Ehemalige DMX-Spartenkanäle (Auswahl)
- 70's Hits
- 80's Hits
- 90's Hits
- Acid Jazz
- Alternative
- Beautiful Instruments
- Big Band Swing
- Blues
- Brazil Carnival
- Classic Jazz
- Classic R & B
- Classic Rock
- Contemporary Jazz
- Contemporary Pop
- Dance
- Dutch Hits
- Euro Hits
- French Hits
- German Folk (Volksmusik)
- German Hits
- German Rock
- German Schlager
- Great Standards
- Hottest Hits
- Indian Pop
- Italian Contemporary
- Latin Contemporary
- Love Songs
- Metal
- Modern Country
- New Age
- Opera
- Popular Classical
- Power Hits
- R & B Hip Hop
- Rap
- Reggae
- Retro Dance
- Rock en Espanol
- Rock n Roll Oldies
- Salsa
- Smooth Jazz
- Softhits
- Symphonic
- Techno
- Traditional Country
- Trends
- Turkish Pop
- UK Hits